# Polistes metricus
Polistes metricus är en getingart som beskrevs av Thomas Say 1831. Polistes metricus ingår i släktet pappersgetingar, och familjen getingar. Inga underarter finns listade i Catalogue of Life.

## Bildgalleri

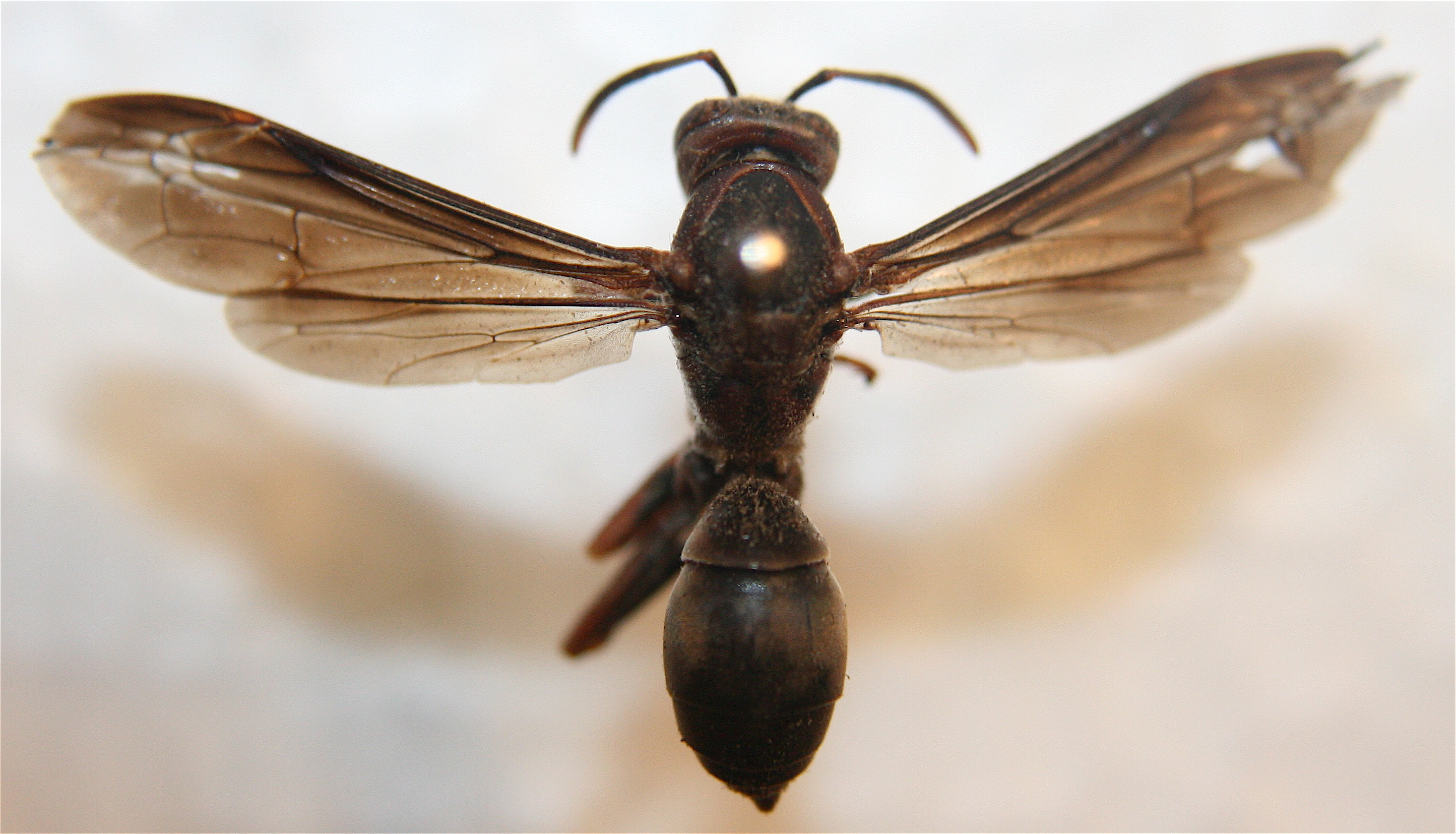